# Edvard Skagestad
Edvard Skagestad (Ås, 6 luglio 1988) è un ex calciatore norvegese, di ruolo difensore.

## Carriera

### Club
Skagestad ha giocato il primo match in 1. divisjon per il Follo in data 22 ottobre 2006: è stato titolare nel successo casalingo per 3-2 sul Løv-Ham. Vi è rimasto fino al termine del 2010, contribuendo all'arrivo in finale della squadra nell'edizione stagionale del Norgesmesterskapet: qui il Follo è stato però sconfitto per 2-0 dallo Strømsgodset.
Il 3 agosto 2010 è stato reso noto il suo trasferimento allo Aalesund, a partire dal 1º gennaio 2011, a parametro zero. Ha debuttato in squadra il 1º maggio, nella vittoria per 0-8 in casa dello Stranda. L'esordio nell'Eliteserien è arrivato il 29 maggio, sostituendo Fredrik Ulvestad nella vittoria per 2-0 sul Viking. Il 30 ottobre dello stesso anno, ha segnato la prima rete nella massima divisione norvegese, nel pareggio per 1-1 sul campo del Lillestrøm. Fu titolare nella finale del Norgesmesterskapet 2011, stavolta vinta per 2-1 sul Brann.
Il 29 novembre 2013, il Norrköping ha comunicato ufficialmente l'ingaggio di Skagestad, che si è legato al nuovo club con un contratto valido a partire dal 1º gennaio 2014. Ha debuttato nell'Allsvenskan in data 7 maggio, schierato titolare nella vittoria per 2-1 sull'Åtvidaberg. Il 31 agosto ha segnato la prima rete, nella sconfitta per 2-4 contro l'AIK. Ha chiuso la stagione con 18 presenze e 2 reti nella massima divisione svedese.
Il 24 marzo 2015, l'Aalesund ha annunciato d'aver ingaggiato nuovamente Skagestad, che ha firmato un contratto dalla durata biennale.
Il 5 gennaio 2017, libero da vincoli contrattuali, Skagestad ha firmato un accordo biennale con il Fredrikstad, in 1. divisjon. Ha esordito in squadra il 2 aprile, schierato titolare nel pareggio per 2-2 maturato sul campo dello Start. Al termine dell'annata, il Fredrikstad è retrocesso in 2. divisjon.
Il 18 gennaio 2018, il Kongsvinger ha reso noto l'ingaggio di Skagestad, che si è legato al nuovo club con un contratto biennale.
Dopo un'esperienza all'Ås, ad agosto 2022 ha fatto ritorno al Follo.

## Statistiche

### Presenze e reti nei club
Statistiche aggiornate al 9 febbraio 2024.
| Stagione           | Club               | Campionato         | Campionato | Campionato | Coppe nazionali | Coppe nazionali | Coppe nazionali | Coppe continentali | Coppe continentali | Coppe continentali | Supercoppe | Supercoppe | Supercoppe | Totale | Totale |
| Stagione           | Club               | Comp               | Pres       | Reti       | Comp            | Pres            | Reti            | Comp               | Pres               | Reti               | Comp       | Pres       | Reti       | Pres   | Reti   |
| ------------------ | ------------------ | ------------------ | ---------- | ---------- | --------------- | --------------- | --------------- | ------------------ | ------------------ | ------------------ | ---------- | ---------- | ---------- | ------ | ------ |
| 2006               | Follo              | 1D                 | 3          | 0          | CN              | ?               | ?               | -                  | -                  | -                  | -          | -          | -          | ?      | ?      |
| 2007               | Follo              | 2D                 | ?          | ?          | CN              | ?               | ?               | -                  | -                  | -                  | -          | -          | -          | ?      | ?      |
| 2008               | Follo              | 2D                 | ?          | ?          | CN              | ?               | ?               | -                  | -                  | -                  | -          | -          | -          | ?      | ?      |
| 2009               | Follo              | 2D                 | 25         | 1          | CN              | ?               | ?               | -                  | -                  | -                  | -          | -          | -          | ?      | ?      |
| 2010               | Follo              | 1D                 | 25         | 0          | CN              | ?               | ?               | -                  | -                  | -                  | -          | -          | -          | ?      | ?      |
| 2011               | Aalesund           | ES                 | 17         | 1          | CN              | 5               | 0               | UEL                | 4                  | 0                  | -          | -          | -          | 26     | 1      |
| 2012               | Aalesund           | ES                 | 24         | 0          | CN              | 1               | 0               | UEL                | 3                  | 0                  | SN         | 1          | 0          | 29     | 0      |
| 2013               | Aalesund           | ES                 | 28         | 0          | CN              | 3               | 0               | -                  | -                  | -                  | -          | -          | -          | 31     | 0      |
| 2014               | IFK Norrköping     | A                  | 18         | 2          | CS              | 1               | 0               | -                  | -                  | -                  | -          | -          | -          | 19     | 2      |
| 2015               | Aalesund           | ES                 | 23         | 0          | CN              | 2               | 0               | -                  | -                  | -                  | -          | -          | -          | 25     | 0      |
| 2016               | Aalesund           | ES                 | 24         | 2          | CN              | 2               | 0               | -                  | -                  | -                  | -          | -          | -          | 26     | 2      |
| Totale Aalesund    | Totale Aalesund    | Totale Aalesund    | 116        | 3          |                 | 13              | 0               |                    | 7                  | 0                  |            | 1          | 0          | 137    | 3      |
| 2017               | Fredrikstad        | 1D                 | 14+2       | 0          | CN              | 1               | 0               | -                  | -                  | -                  | -          | -          | -          | 17     | 0      |
| 2018               | Kongsvinger        | 1D                 | 25         | 0          | CN              | 0               | 0               | -                  | -                  | -                  | -          | -          | -          | 25     | 0      |
| 2019               | Kongsvinger        | 1D                 | 28+2       | 0+1        | CN              | 1               | 0               | -                  | -                  | -                  | -          | -          | -          | 31     | 1      |
| 2020               | Kongsvinger        | 1D                 | 26         | 1          | -               | -               | -               | -                  | -                  | -                  | -          | -          | -          | 26     | 1      |
| Totale Kongsvinger | Totale Kongsvinger | Totale Kongsvinger | 79+2       | 1+1        |                 | 1               | 0               |                    | -                  | -                  |            | -          | -          | 82     | 2      |
| 2021               | Ås                 | 4D                 | 10         | 0          | CN              | 0               | 0               | -                  | -                  | -                  | -          | -          | -          | 10     | 0      |
| ago.-dic. 2022     | Follo              | 3D                 | 12         | 0          | CN              | -               | -               | -                  | -                  | -                  | -          | -          | -          | 12     | 0      |
| Totale Follo       | Totale Follo       | Totale Follo       | ?          | ?          |                 | ?               | ?               |                    | -                  | -                  |            | -          | -          | ?      | ?      |
| Totale             | Totale             | Totale             | ?          | ?          |                 | ?               | ?               |                    | 7                  | 0                  |            | 1          | 0          | ?      | ?      |

## Palmarès

### Club

#### Competizioni nazionali
- Coppa di Norvegia: 1

Aalesund: 2011